# Вана-Антсла
Вана-Антсла (ест. Vana-Antsla) — сільське селище (ест. alevik) в Естонії. Входить до складу волості Антсла, повіту Вирумаа.